# Linea Ch'ŏllima
La linea Ch'ŏllima (천리마선?; 千里馬線?) è una linea della metropolitana di Pyongyang che collega la capitale nordcoreana da nord, con capolinea Pulgŭnbyŏl, a sud-ovest, attestandosi al capolinea di Puhŭng.
Incrocia la linea Hyŏksin nella stazione di Chŏnu.

## Storia
La prima sezione della linea, compresa tra le stazioni di Pulgŭnbyŏl e Ponghwa fu messa in servizio il 6 settembre 1973. Il 10 aprile 1987 fu aperto il segmento sino a Puhŭng.

## Percorso
| Linea 1 Chŏllima-sǒn 천리마선 |        |       |                         |                                                        |                  |
| Stazione                      | Hangŭl | Hanja | Significato in italiano | Interscambio                                           | Apertura         |
| Pulgŭnbyŏl                    | 붉은별 |       | Stella rossa            |                                                        | 6 settembre 1973 |
| Chŏnu                         | 전우   | 戦友  | Compagno di guerra      | Linea Hyŏksin (Chŏnsŭng)                               | 6 settembre 1973 |
| Kaesŏn                        | 개선   | 凱旋  | Trionfo                 |                                                        | 6 settembre 1973 |
| Thŏngil                       | 통일   | 統一  | Unificazione            |                                                        | 6 settembre 1973 |
| Sŭngni                        | 승리   | 勝利  | Vittoria                |                                                        | 6 settembre 1973 |
| Ponghwa                       | 봉화   | 烽火  | Faro di luce            |                                                        | 6 settembre 1973 |
| Yŏnggwang                     | 영광   | 栄光  | Onore                   | Linea Pyŏngbu Linea Pyŏngui Linea Pyŏngnam (Pyŏngyang) | 10 aprile 1987   |
| Puhŭng                        | 부흥   | 復興  | Risorgimento            |                                                        | 10 aprile 1987   |